# Quentin Urban
Quentin Urban (26 de octubre de 1988) es un deportista francés que compite en piragüismo en la modalidad de maratón.
Ganó cuatro medallas en el Campeonato Mundial de Piragüismo en Maratón entre los años 2019 y 2024, y siete medallas en el Campeonato Europeo de Piragüismo en Maratón entre los años 2017 y 2024.

## Palmarés internacional
| \| Campeonato Mundial \| Campeonato Mundial \| Campeonato Mundial \| Campeonato Mundial \| \| Año \| Lugar \| Medalla \| Competición \| \| ------------------ \| ------------------------ \| ------------------ \| ------------------ \| \| 2019 \| Shaoxing (China) \| Medalla de oro \| K2 \| \| 2021 \| Pitești (Rumania) \| Medalla de oro \| K2 \| \| 2023 \| Vejen (Dinamarca) \| Medalla de plata \| K2 \| \| 2024 \| Metković (Croacia) \| Medalla de plata \| K2 \| \| Campeonato Europeo \| \| \| \| \| Año \| Lugar \| Medalla \| Competición \| \| 2017 \| Ponte de Lima (Portugal) \| Medalla de bronce \| K1 \| \| 2019 \| Decize (Francia) \| Medalla de oro \| K2 \| \| 2021 \| Moscú (Rusia) \| Medalla de oro \| K2 \| \| 2021 \| Moscú (Rusia) \| Medalla de plata \| K1 (DC) \| \| 2022 \| Silkeborg (Dinamarca) \| Medalla de plata \| K2 \| \| 2023 \| Slavonski Brod (Croacia) \| Medalla de oro \| K2 \| \| 2024 \| Poznań (Polonia) \| Medalla de plata \| K2 \| |                          |                   |             |
| Campeonato Mundial |                          |                   |             |
| Año | Lugar                    | Medalla           | Competición |
| 2019 | Shaoxing (China)         | Medalla de oro    | K2          |
| 2021 | Pitești (Rumania)        | Medalla de oro    | K2          |
| 2023 | Vejen (Dinamarca)        | Medalla de plata  | K2          |
| 2024 | Metković (Croacia)       | Medalla de plata  | K2          |
| Campeonato Europeo |                          |                   |             |
| Año | Lugar                    | Medalla           | Competición |
| 2017 | Ponte de Lima (Portugal) | Medalla de bronce | K1          |
| 2019 | Decize (Francia)         | Medalla de oro    | K2          |
| 2021 | Moscú (Rusia)            | Medalla de oro    | K2          |
| 2021 | Moscú (Rusia)            | Medalla de plata  | K1 (DC)     |
| 2022 | Silkeborg (Dinamarca)    | Medalla de plata  | K2          |
| 2023 | Slavonski Brod (Croacia) | Medalla de oro    | K2          |
| 2024 | Poznań (Polonia)         | Medalla de plata  | K2          |